# Saint-Sauveur, Dordogne
Saint-Sauveur är en kommun i departementet Dordogne i regionen Nouvelle-Aquitaine i sydvästra Frankrike. Kommunen ligger i kantonen Bergerac 2e Canton som tillhör arrondissementet Bergerac. År 2022 hade Saint-Sauveur 855 invånare.

## Befolkningsutveckling
Antalet invånare i kommunen Saint-Sauveur
Referens:INSEE